# 도요코로정
도요코로정(일본어: 豊頃町)은 일본 홋카이도 도카치 종합진흥국 관내의 나카가와군에 있는 정이다.

## 지리
도카치 종합진흥국 관내 동부에 위치하고, 도카치강 하구에 있으며 태평양과 접한다. 도카치강 유역 및 태평양 연안부는 평지이고 그 외의 지역은 구릉지대이다.

### 인접한 자치체
- 도카치 종합진흥국
  - 나카가와군 이케다정, 마쿠베쓰정
  - 도카치군 우라호로정
  - 히로오군 다이키정

## 역사
- 1906년 - 2급 정촌제가 시행되어 도요코로촌이 되었다.
- 1965년 - 정으로 승격해 도요코로정이 되었다.

## 경제
농업(밭농사)과 낙농업, 어업이 활발하다. 밭농사에서는 감자, 사탕무, 밀, 콩, 무 등을 생산한다. 오쓰 어항을 거점으로 하는 어업에서는 연어, 게, 홋키조개, 시샤모 등이 잡힌다.

## 교통

### 철도
- 홋카이도 여객철도 네무로 본선

### 도로
- 국도 38호선
- 국도 336호선